# Substance (canción)
«Substance» —en español: «Esencia»— (estilizada en mayúsculas) es una canción interpretada por la celebridad estadounidense Demi Lovato lanzada el 15 de julio de 2022, por Island Records, como el segundo sencillo de su próximo álbum de estudio Holy Fvck (2022). Fue escrita por Lovato, Laura Veltz y Jutes junto a, los también productores, Warren "Oak" Felder, Alex Niceforo y Keith Sorrells. Es una canción con sonidos pop punk-rock característicos del álbumes de estudio debut de Lovato, Don't Forget (2008).

## Antecedentes y lanzamiento
A inicios del 2022, tras el anuncio de Lovato de su regreso al pop punk-rock de sus orígenes en la música, la cantante adelantó nuevas canciones del álbum vía redes sociales, entre ellas, «Substance». El 29 de junio, semanas después del lanzamiento del primer sencillo, «Skin of My Teeth», fue anunciada la fecha de estreno de «Substance». Fueron posteados adelantos de la canción durante la semana de anuncio mediante TikTok e Instagram. El sencillo fue lanzado el 15 de julio, como fue planeado.

## Composición y letras
«Substance» es una canción que mezcla el pop punk y el rock rebeldes característicos de Lovato en sus primeros álbumes de estudio, Don't Forget (2008) y Here We Go Again (2009). También presenta influencias de los éxitos emo de rock de las décadas de 1990 y 2000.
La letra es una crítica a la sociedad contemporánea. Lovato afirmó que la canción se trata sobre como se vive en un mundo «con contenido falso» y «cosas sin propósito en las que se enfrenta la sociedad día a día». También critica las redes sociales y la manera en la que se convive, con «solo publicaciones bonitas y sin contenido», y menciona sus antiguos problemas con las adicciones.

## Vídeo musical
El vídeo musical del tema fue lanzado de manera complementaria el mismo día de estreno. Fue dirigido por Cody Critcheloe y producido por Brande Bytheway. En dicho vídeo se ve a Lovato vandalizando diferentes piezas, como un premio de certificación de oro y una pared, que destrozan pintando con aerosol el título del álbum, Holy Fvck, en ella. Hace referencia a diferentes temas polémicos de su vida como a los abusos de las discográficas, los ataques por su apariencia física o su orientación sexual. Contiene notorias referencias al vídeo oficial de la canción La La Land, del álbum Don't Forget, del 2008.
El mismo contiene las participaciones especiales de Paris Hilton, quien ya había participado con Lovato en el videoclip de «Sorry Not Sorry», del cantante Carlos Guevara, participante de The X Factor cuando Lovato era juez en 2012, y de la propia ilusionista drag queen de Demi, Demetria Cherry.

## Presentaciones en vivo
La canción fue presentada por primera vez en el programa Jimmy Kimmel Live! en el mismo día de estreno. Formará parte del repertorio de la sexta gira de conciertos de la cantante, Holy Fvck Tour, que comenzará en agosto de 2022.

## Lista de canciones
- Descarga digital y streaming

1. «Substance» – 2:40

- Streaming – pistas extra

1. «Substance» – 2:40
2. «Skin of My Teeth» – 2:42

## Créditos y personal
Créditos verificados adaptados de Genius.
- Demi Lovato – voz principal, composición
- Oak Felder – composición, producción, programación, teclado, ingeniería de grabación
- Keith Sorrells – composición, producción, programación, bajo, percusión, guitarra eléctrica
- Laura Veltz – composición
- Jutes – composición
- Alex Niceforo – composición, producción, guitarra eléctrica
- Manny Marroquin – mezcla
- Chris Galland – mezcla
- Chris Gehringer – ingeniería de grabación
- Cody Critcheloe – dirección de vídeo musical
- Brande Bytheway – producción de vídeo musical

## Historial de lanzamientos
| Región | Fecha               | Formato                      | Sello          | Ref. |
| ------ | ------------------- | ---------------------------- | -------------- | ---- |
| Varios | 15 de julio de 2022 | Descarga digital y streaming | Island Records |      |